# Tomasz Merta
placa comemorativa
Vista da sepultura.
Tomasz Adam Merta (Legnica, 7 de novembro de 1965  — Smolensk, 10 de abril de 2010) foi um político polaco, vice-ministro da Cultura da Polónia à época de sua morte.
Foi uma das vítimas do acidente do Tu-154 da Força Aérea Polonesa.